# St. Laurentius (Müden)

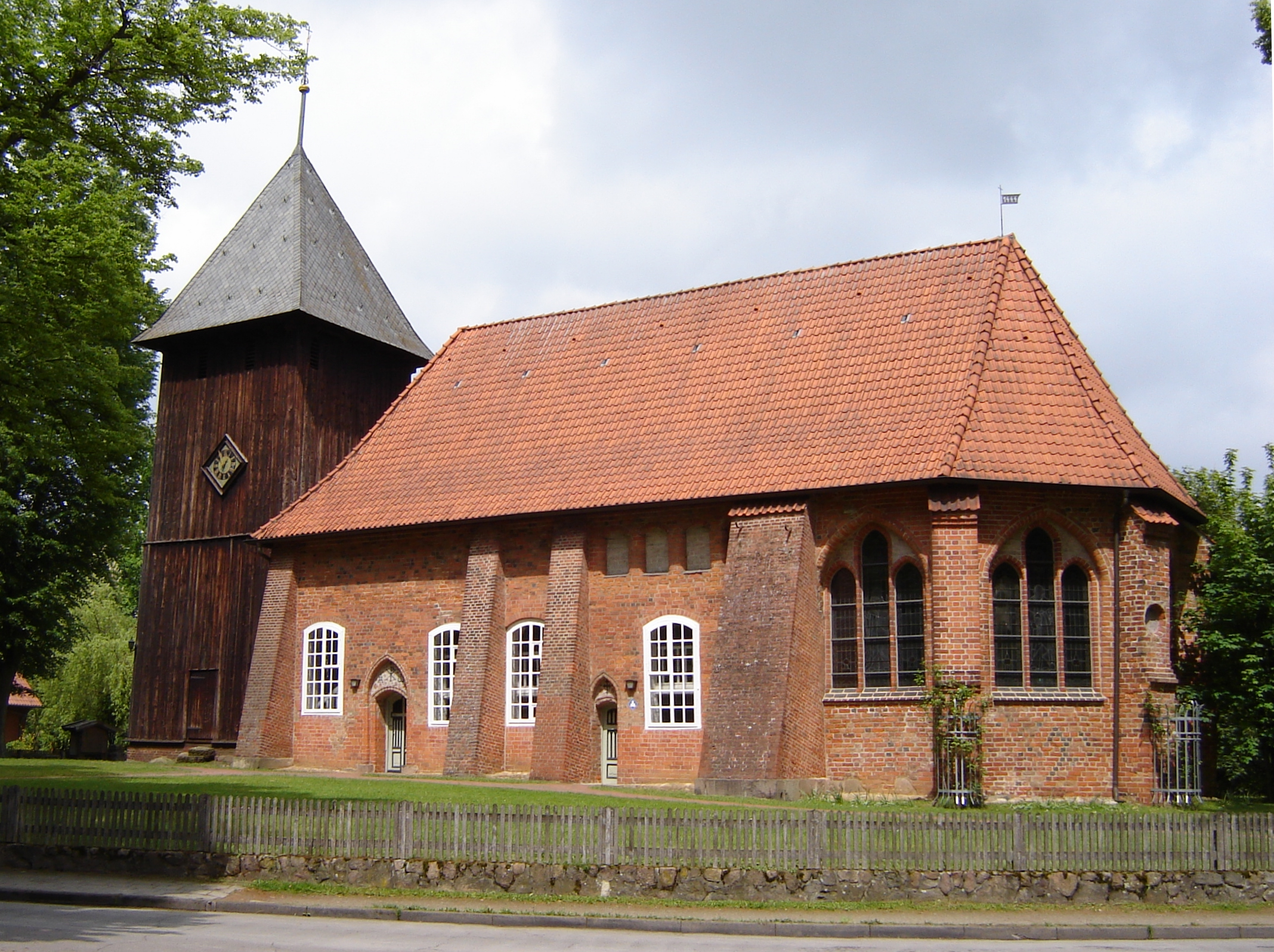
St. Laurentius

Die St.-Laurentius-Kirche ist ein evangelisches Gotteshaus in der Ortschaft Müden im Landkreis Celle. Die Kirchengemeinde gehört zum Kirchenkreis Soltau im Sprengel Lüneburg der Evangelisch-lutherischen Landeskirche Hannovers.

## Baugeschichte

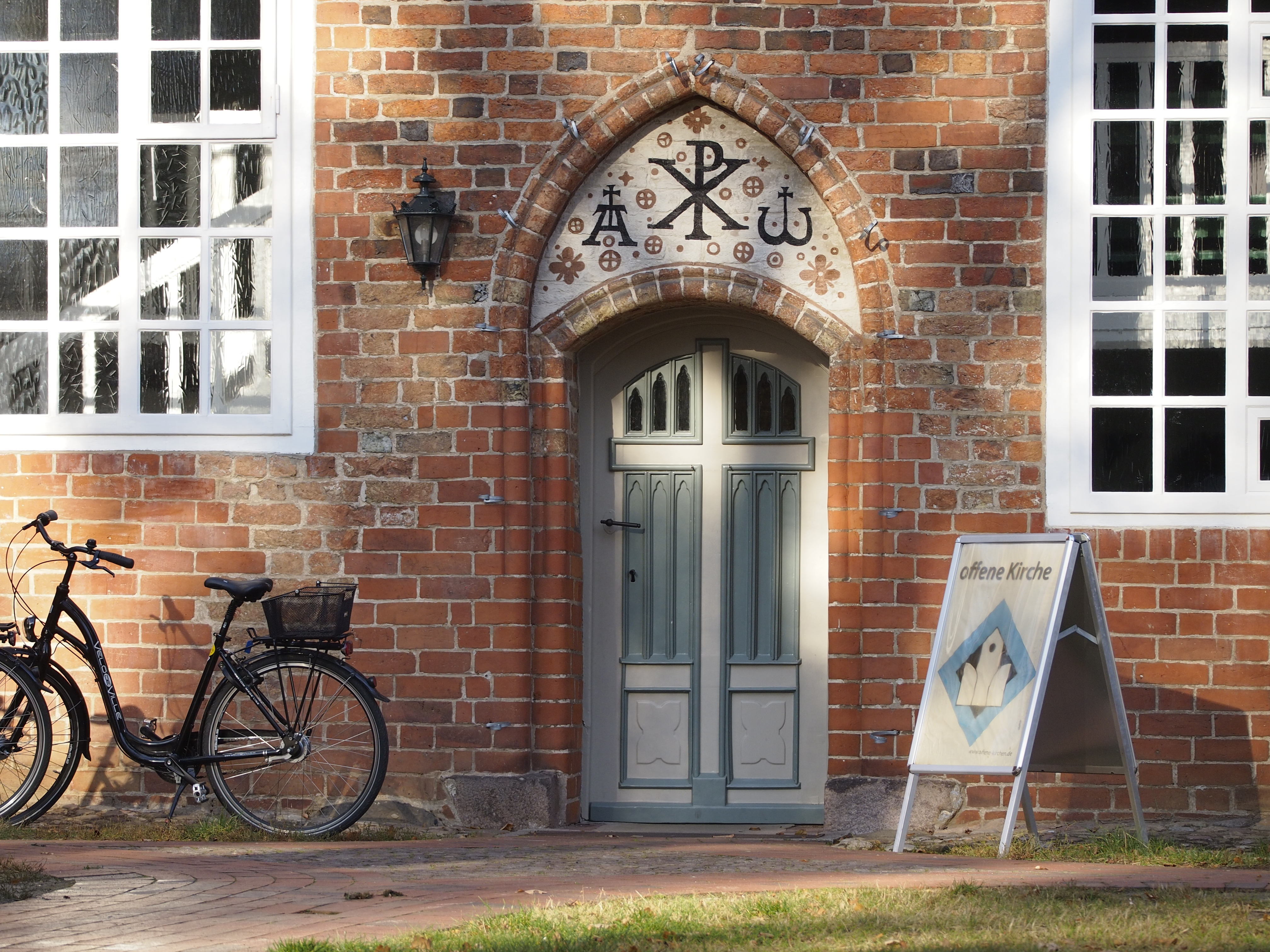
Eingang zur Kirche

Über die Entstehung des ersten Kirchenbaus in Müden gibt es nur ungesicherte Quellen. Es steht jedoch fest, dass mit dem heutigen Kirchengebäude im Jahre 1185 begonnen wurde. Als Stifter wird ein Herr von Hasselhorst genannt. 1217 wurde die Kirche durch den Hermannsburger Kirchenherrn Dietgram dem heiligen Laurentius geweiht. Der damals schlichte aus Findlingen und Feldsteinen errichtete viereckige Bau ist über die Jahrhunderte mehrfach durch Umbauten verändert worden. Von dem ursprünglichen romanischen Baustil sind heute nur noch ein paar Rundbogenfenster in der Süd- und Nordmauer erhalten geblieben. 1444 wurde das bis dahin flach gedeckte Kirchenschiff eingewölbt und ein vielseitiger Chorraum angefügt. Fenster- und Türeinfassungen erhielten gotische Spitzbögen. Nachdem sich herausstellte, dass das Gewölbe zu stark auf die Außenmauern drückte, wurden nach einigen Jahren die Feldsteinmauern durch Ziegelmauerwerk verstärkt. Eine abermalige Verstärkung musste 1815 durch äußere Stützpfeiler erfolgen, und 1843 musste zusätzlich ein Gewölbezuganker eingesetzt werden. 1850 erhielt das Gebäude einen Außenputz, der jedoch schon 1911 wieder entfernt wurde.
Im Laufe des 16. Jahrhunderts wurde der freistehende hölzerne Kirchturm auf einem Fundament aus Findlingen errichtet. Wegen der durch das Geläut hervorgerufenen Schwingungen musste später eine Untermauerung erfolgen. Der Turm erhielt zunächst ein Kupferdach, das 1616 und 1729 erneuert werden musste. 1840 wurde die Kupferbedeckung durch Schindeln und 1906 durch Schiefer ersetzt. Damit erhielt er seine heutige Höhe von 22 Metern. 1643 wurde erstmals eine Turmuhr erwähnt.
Umfassende Renovierungsarbeiten fanden an der Kirche 1911 und 1964, am Glockenturm 1985 statt.

## Innenraum

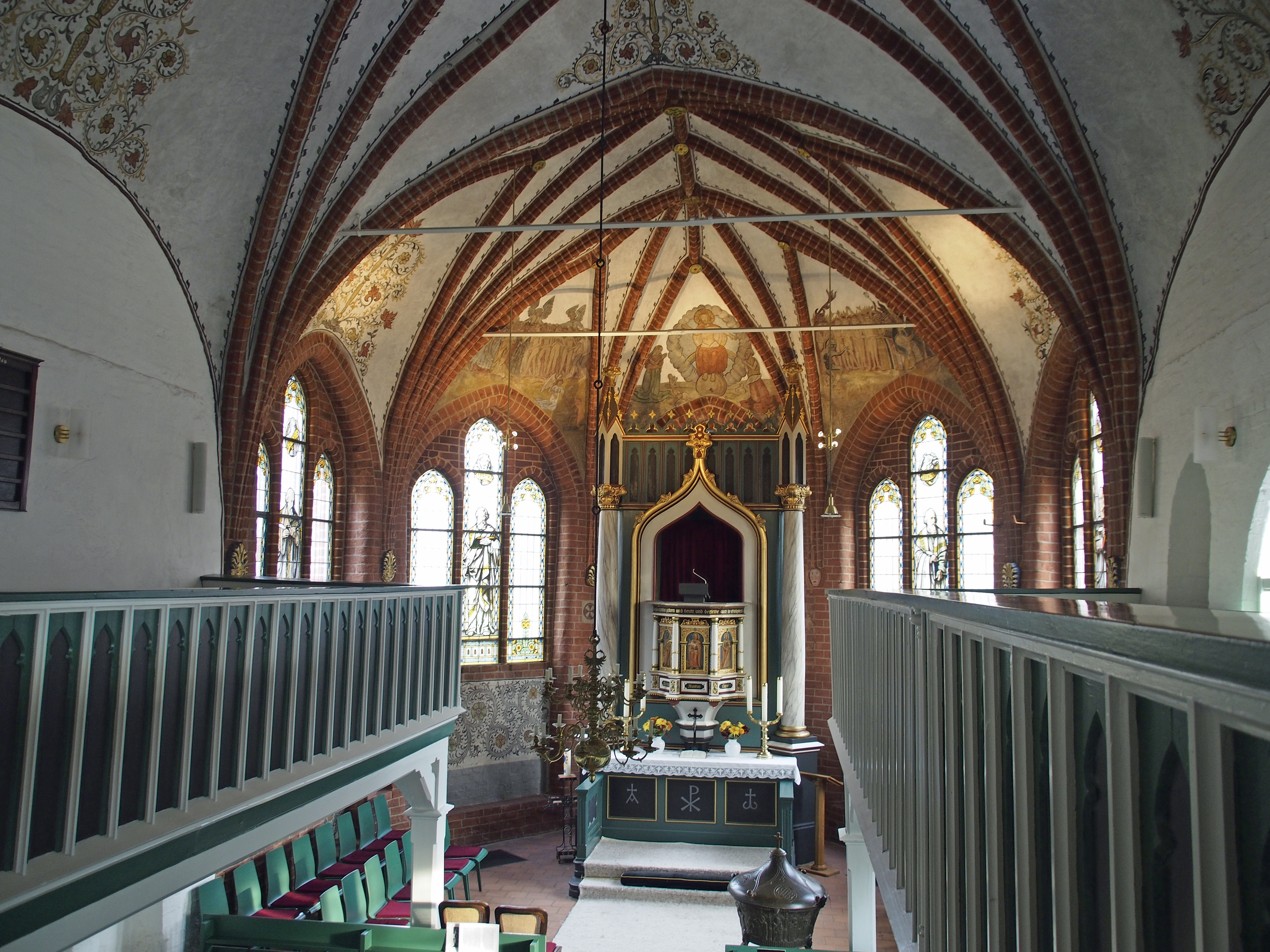
Kircheninneres

Auch das Kircheninnere wurde mehrfach Veränderungen unterzogen. Sowohl die Wände als auch das Gewölbe waren mit reichhaltigen Bemalungen verziert. Wahrscheinlich nach der Reformation wurden die Malereien mit einem Kalküberzug übertüncht. Erst 1911 wurden Reste der Malereien wieder freigelegt. Die Kanzel befand sich ursprünglich an der Südwand des Chorraumes. 1788 wurde sie in den Altaraufsatz integriert, aber 1863 an ihren alten Platz zurückversetzt. 1908 wurde sie wieder Teil der Altarwand. Im Zusammenhang mit dem Kanzelwechsel kam es auch zu Veränderungen bei den Emporen. Zuerst musste die Südempore 1863 verkürzt werden, um der Kanzel Platz zu schaffen. Als Ersatz wurde eine zweite Nordempore errichtet, die jedoch 1967 wieder entfernt wurde.

## Ausstattung

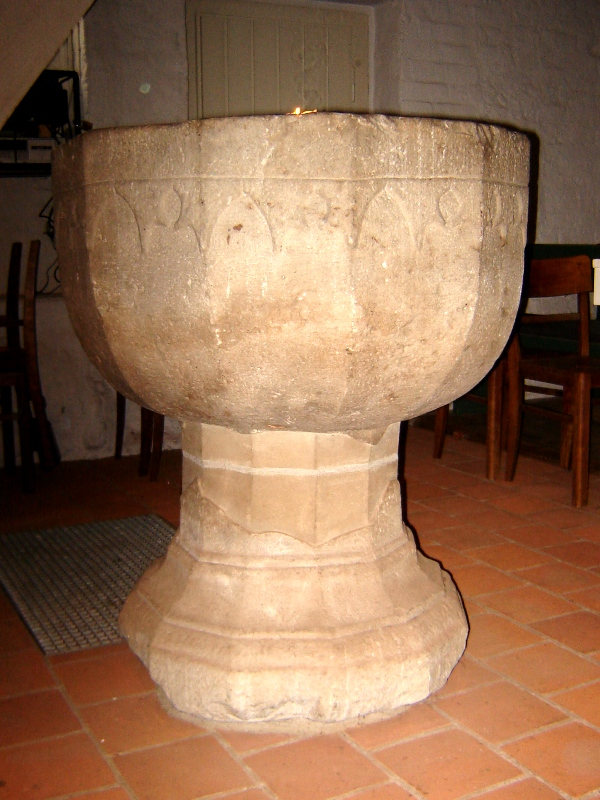
Altes steinernes Taufbecken

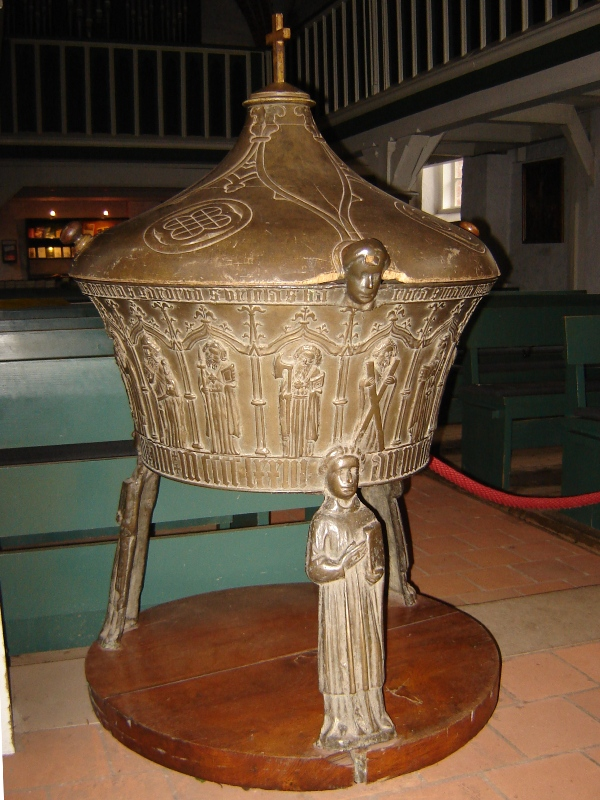
Bronzenes Taufbecken von 1473

Die ältesten Ausstattungsstücke sind die beiden Taufsteine. Vermutlich um 1250 wurde eine aus Stein gehauene Taufe aufgestellt. Das pokalförmige, polygonale Becken wird außen von einem Fries verziert, der abwechselnd Spitzbogen und Nonnenköpfe zeigt. Der ebenfalls polygonale Fuß wurde zum Teil rekonstruiert. Die Taufe wurde 1473 durch ein aus Bronze gegossenes reich verziertes Taufbecken des Bremer Glockengießers Hinrich Klinghe ersetzt. Das Becken wird von drei bronzenen Diakonen getragen. Gotische Kielbögen gliedern die Beckenwandung. Sie werden oberhalb mit Lilienornamenten verziert. In den Feldern darunter finden sich Apostelfiguren mit ihren Attributen.
Der steinerne Taufstein ging im Verlauf der Jahrhunderte verloren. Das Taufbecken wurde erst Mitte des 19. Jahrhunderts auf einem Bauernhof im benachbarten Gerdehaus wiedergefunden und kam zunächst in ein hannoversches Museum. Nachdem 1985 auch der Fuß im Treppenaufgang des Kirchturms wiederentdeckt wurde, konnte der Taufstein komplett wieder in der Müdener Kirche aufgestellt werden.

## Orgel

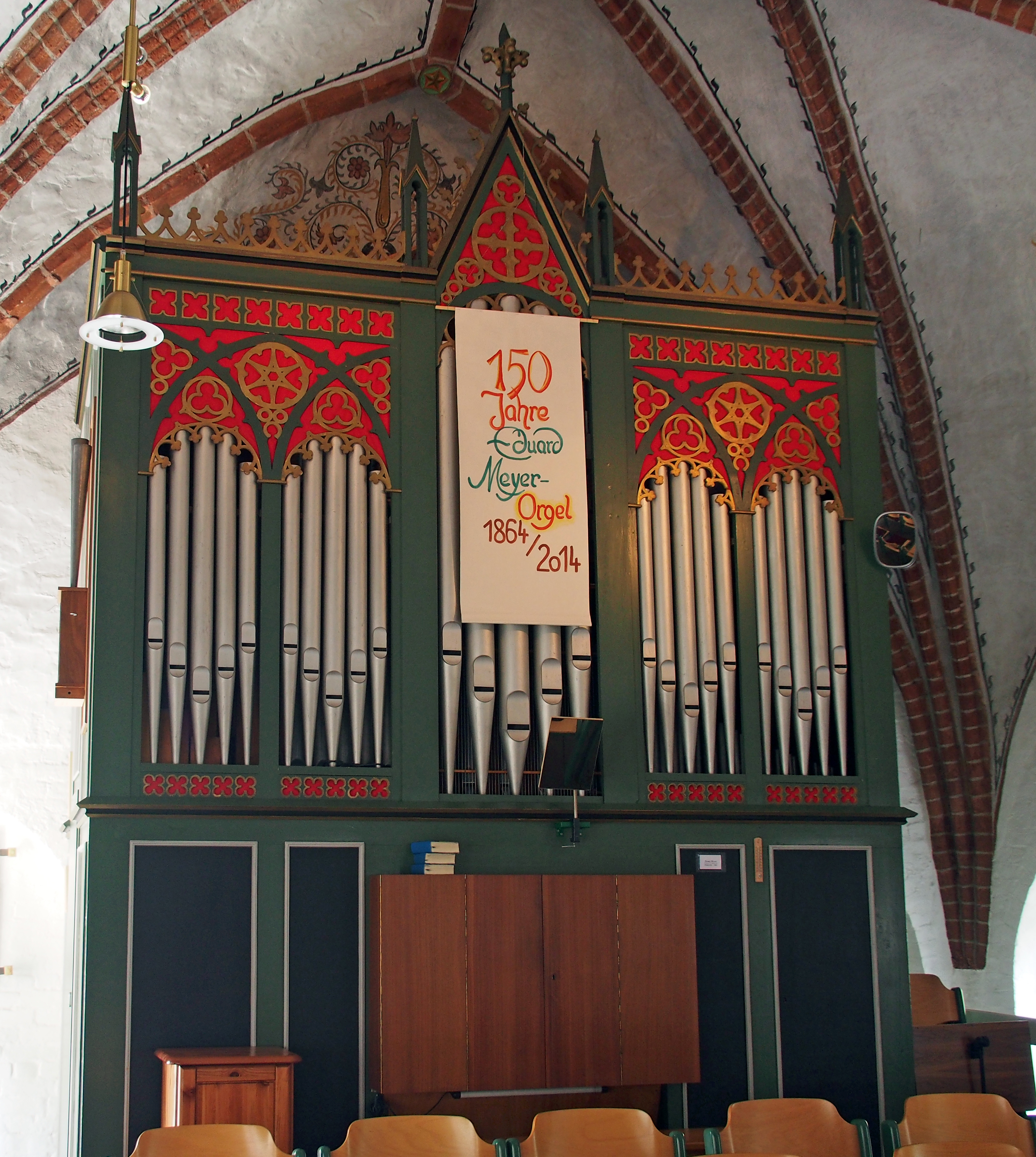
Eduard-Meyer-Orgel

Etwa 1720–1725 wurde ein kleines Positiv angeschafft, das über zwei Register auf einem Manual verfügte. 1739 wurde ein drittes Register ergänzt. 1864 erhielt die Kirche ein neues Instrument des Orgelbauers Eduard Meyer mit 15 Registern. Die Firma Furtwängler & Hammer ersetzte 1901 drei Register. Weitere klangliche Veränderungen wurden 1913 und 1942 vorgenommen und die Orgel um zwei Register erweitert. 1969/1970 folgte die Erneuerung der Spiel- und Registertraktur sowie des Spieltisches durch Schmidt & Thiemann. Die Pfeifen des zweiten Manuals wurden über dem Pedalwerk als Oberwerk aufgestellt und die Posaune von 1901 entfernt. Eine gebrauchte Posaune der Firma Carl Giesecke (Orgelbauer) von 1958 aus St. Albertus Magnus in Braunschweig kam 2007 zur Aufstellung.
Die Orgel verfügt heute über 17 Register, die sich auf zwei Manuale und Pedal verteilen. Hinter dem neugotischen Prospekt mit 25 Blendpfeifen aus mit Silberbronze bestrichenem Zink stehen sechs Meyer-Register an ihren alten Standorten, vier weitere Stimmen wurden 1942 umgearbeitet. Als Besonderheit hat die Orgel eine zu- und abschaltbare Kopplung des oberen Manuals an ein Keyboard mit 176 Orgelregistern. Die Disposition lautet wie folgt:
| I Hauptwerk CD–f3 |       |           |
| Bordun            | 16′   | 1864      |
| Prinzipal         | 8′    | 1864      |
| Rohrflöte         | 8′    | 1942      |
| Flöte             | 4′    | 1901/1942 |
| Oktave            | 2′    | 1864      |
| Quinte            | 2 ⁄3′ | 1942      |
| Mixtur III–IV     |       | 1942      |

| II Oberwerk CD–f3 |    |           |
| Gedeckt           | 8′ | 1864      |
| Salizional        | 8′ | 1901      |
| Prinzipal         | 4′ | 1864/1942 |
| Waldflöte         | 2′ | 1864/1942 |
| Sifflöte          | 1′ | 1942      |
| Terzian II        |    | 1942      |

| Pedal C–c1    |     |           |
| Subbass       | 16′ | 1864      |
| Prinzipalbass | 8′  | 1864      |
| Oktave        | 4′  | 1864/1942 |
| Posaune       | 16′ | 1958      |

- Koppeln: II/I, I/P

## Geläut
Das Geläut der Müdener Kirche besteht aus zwei Bronzeglocken. Die größere, 1000 kg schwere Glocke stammt wahrscheinlich aus dem 16. Jahrhundert. Gesichert ist, dass sie 1618 und 1648 umgegossen werden musste. Sie erklingt auf es. Auch von der kleinen, 600 kg schweren Glocke ist nur bekannt, dass 1775 ein Neuguss erfolgen musste. Sie erklingt in der großen Terz auf g. 1917 musste sie ebenso wie die große Glocke im Zweiten Weltkrieg zur Materialbeschaffung abgeliefert werden, doch kehrten beide Glocken jeweils nach Kriegsende unversehrt zurück.